# Sikawka parowa

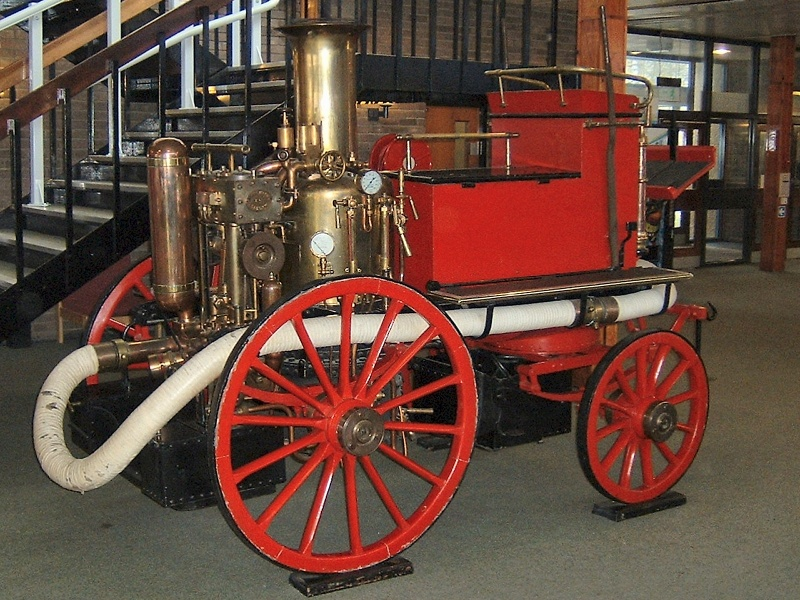
Sikawka parowa

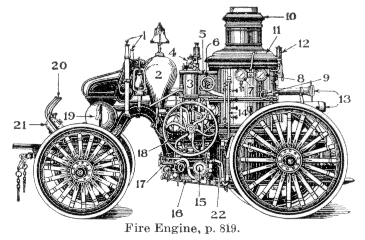
Schemat

Pierwsza sikawka parowa zbudowana została w roku 1829, przez londyńską fabrykę Braithwaite and Cricson.
Powstała z połączenia lekkiej lokomobilii i pompy.
Produkowano ją potem przez następne 20 lat, wprowadzając tylko niewielkie zmiany w jej konstrukcji.
Sikawki parowe zostały zastąpione z czasem motopompami.
Pozostali producenci sikawek parowych:
- Knaust
- Merryweather and Sons
- F.Shand, Mason and Co.